# Claude Lévi-Strauss
Claude Lévi-Strauss (født 28. november 1908 i Bruxelles, død 30. oktober 2009 i Paris) var en fransk antropolog, etnolog og filosof, kendt som en af strukturalismens grundlæggere. 

## Biografi
Claude Lévi-Strauss kommer fra en jødisk familie. Han tog sin universitetsuddannelse i Paris i jura og filosofi, men valgte at skifte fag og blive antropolog i forbindelse med en ansættelse i sociologi ved universitetet i Sao Paulo, hvor han underviste i perioden 1935-1938. Herfra arrangerede Lévi-Strauss ekspeditioner til det indre af Brasilien, hvor han studerede indfødte grupper som Bororo og Nambikwara. I begyndelsen af 2. verdenskrig blev han indkaldt til den franske hær, men kom ikke i kamp under slaget om Frankrig i forsommeren 1940. I 1941 lykkedes det ham at komme ud af Frankrig, og han opholdt sig resten af krigen i New York. I 1949 blev han ansat ved Musée de l'Homme i Paris. Han erhvervede doktorgraden i 1949 på en afhandling om slægtskabsstrukturer samt en mindre afhandling om Nambikwara-stammen. 1960 blev Lévi-Strauss professor ved Collège de France, hvor han virkede til 1982. Han blev medlem af Det franske Akademi i 1973.

## Hovedpunkter i Lévi-Strauss' forskning
Lévi-Strauss' hovedværker drejer sig om stammesamfunds slægtskabsformer, klassifikationssystemer og myter. Hans specialeområde er indførte amerikanske kulturer, navnlig sydamerikanske i Brasilien, men han har hentet eksempler på de temaer, han har behandlet, fra hele verden, inklusive Japan og Europa i historisk tid. Han har i øvrigt skrevet om en bred vifte af emner, såvel eksotiske som fx ceremonielle masker fra indfødte stammer i det nordvestlige Nordamerika, som emner fra den europæiske kulturhistorie, fx musik, bl.a. Richard Wagner, og maleri, fx Nicolas Poussin. 

## Hovedværker
Lévi-Strauss' internationalt mest kendte værk er bogen Tristes tropiques fra 1955, en slags selvbiografisk rejsebog med kulturanalyser og refleksioner over forholdet mellem den moderne verden på den ene side, de små eksotiske kulturer, der dengang var ved at forsvinde, på den anden side, og antropologens rolle midt imellem disse. I Danmark er Lévi-Strauss mest kendt fra bogen Den vilde tanke (fransk: La pensée sauvage) om de måder, mennesker i stammesamfund kan tænke og organisere verden på. Lévi-Strauss’ hovedværk er fire store bind om myter fra Syd- og Nordamerika, hvis titler (på dansk) er Det rå og det kogte (1964), Fra honningen til asken (1966), Bordskikkenes oprindelse (1968) og Det nøgne menneske (1971); tilsammen kaldes de fire bind gerne Les Mythologiques, der giver et (oprindeligt ikke intenderet) ordspil mellem 'mytologier' og 'myte-logikker'. Tre mindre bind supplerer analysen af indianske myter: Maskernes vej (1975), Den ømskindede (eller: jaloux) pottemagerske (1985) og Lossens historie (1991). Han har desuden udgivet tre samlinger af artikler om primært antropologiske emner: Strukturel antropologi (1958), Strukturel Antropologi (Bind) To (1973) samt Det fjerne blik (1983).

## Slægtskabsformer
Lévi-Strauss' form for strukturalisme er påvirket af strukturel lingvistik hos Ferdinand de Saussure og Roman Jakobson og af den franske antropologiske tradition fra Émile Durkheim og Marcel Mauss samt af den tidlige strukturelle myteanalyse hos Georges Dumézil. Analysen af slægtskabsformer ville vise, at den måde, hvorpå et samfund organiserer sine regler for ægteskab og afstamning, ikke er naturlige eller spontane, men udtryk for bestemte kombinationer af et begrænset antal muligheder. Fx kan ét samfund vælge at tilråde til ægteskab mellem en mand og hans moders broders datter, mens et andet samfund kan anbefale ægteskab med faderens broders datter. Ét samfund kan tilskrive, at moderens broder overtager en del af ansvaret for et barn, mens en anden lader faderen have denne rolle.

## Klassifikationer
Studiet af klassifikationer ville vise, at stammefunds medlemmer typisk ikke tænker hverken barnligt eller primitivt, men at de typisk vil være stærkt interesserede i at registrere naturligt forekommende fænomener og at ordne og klassificere dem. Lévi-Strauss kaldte dette ’den vilde tanke’. De faktisk forekommende registreringer og klassifikationer kan forekomme mennesker fra andre kulturer ubegribelige. Ikke desto mindre har de gerne deres egen indre logik. Den vil vise sig, hvis man kan rekonstruere de principper, dens valg stiltiende hviler på. Klassifikationer sker i kraft af udgrænsninger og opdelinger af virkeligheden. Når man i en vestlig kultur kan betegne en person som en ræv, beror det på, at naturligt forekommende størrelser (i dette tilfælde dyr) både er blevet kategoriseret sammen, og at de holdes adskilt, sådan at de indbyrdes forholder sig til hinanden, som menneskelige karakteregenskaber kan forholde sig til hinanden: Hunde kan herefter forholde sig til ræve og gæs, som trofasthed forholder sig til snuhed og dumhed. Dette er forudsætningen for, at man kan sige om en snedig person, at han ’er en ræv’. Det særlige ved den vilde tanke er altså, at den tænker ved hjælp af ting i verden. En abstrakt tænkning kan operere med begreber som 'trofasthed', 'snuhed' og 'dumhed', mens den vilde tanke tænker ved hjælp af hunde, ræve og gæs. Den ’vilde tanke’ er altså ikke spor ukendt i den vestlige eller moderne verden, men et udslag af et 'dybere', og evolutionært givetvis ældre, lag i bevidstheden, som også moderne mennesker ustandseligt bruger i deres dagligdag. Jf. også metafor. Ud fra den vilde tankes måde at arbejde på: at bruge forhåndenværende størrelser fra verden (som fx gæs og ræve) som byggesten for tænkningen, sammenlignede Lévi-Strauss den vilde tanke med en altmuligmand, fransk en bricoleur, og dennes arbejde med et begrænset sæt af konkrete genstande, fransk bricolage (dansk oversættelse: 'fuskearbejde'), og påpegede kontrasten til en moderne ingeniør, der ud fra abstrakte tegn (fx matematiske beregninger) selv skaber de materialer, der skal bruges til hans eller hendes konstruktion.

## Myter
Myteanalyserne ville vise, at myter ikke kan reduceres til at handle om bestemte emner (fx forklaring af naturforhold eller sociale forhold eller religion), men at de tværtimod først og fremmest forbinder forskellige dimensioner af verden (fx forhold mellem beslægtede mennesker, planter og dyr, forskellige måder at tilberede mad på, forskellige former for klædedragt, kosmologiske størrelser som himmel og jord, sol og måne, osv.) til et nogenlunde sammenhængende helhedsbillede. De mange forskellige myter fx inden for de amerikanske kulturer kan forklares ved, at hver kultur kombinerer et udvalg af elementer fra verdens mange dimensioner på sin måde, dels for derved at udtrykke sin egen identitet, dels fordi udvalget af elementer er bestemt af de naturlige, sociale og økonomiske livsforhold, hver kultur er placeret i. Myterne fortæller typisk om oprindelsen til store og små forhold i verden, fx eksistensen af himmellegemer, dyrearter, træk i landskabet eller den pågældende kultus sociale regler. Set fra en vestlig, videnskabelig forståelse kan disse fortællinger ikke siges at give nogen reel forståelse af de forhold i verden, de tilsyneladende vil forklare. Til gengæld kan fortællingerne være udtryksfulde, skræmmende, underholdende, eller de kan legitimere magtforhold mellem mennesker. Myter er derfor ikke udtryk for en evne til at forklare forhold i verden; de er resultatet af et spil med sprogets og tænkningens muligheder. Dette spil foregår ikke kun i mytefortællerens og tilhørernes bevidstheder, men også mellem kulturerne, hvor alle kulturer ’spiller med’, uden at vide det, i en evig nydannelse af myter, der kommer i stand ved at nedbryde eksisterende myter og sætte dem sammen igen til nye kombinationer.
Myteanalyserne består i praksis for det første i at påvise, hvilke koder og hvilke kode-elementer, der er i spil, og hvordan de kombineres i de enkelte myter. Dernæst undersøges, i hvilket omfang valget af koder og disses elementer kan hænge sammen med de livsvilkår, den pågældende gruppe lever under. Endelig undersøges, om den foreliggende myte er en variant (og dermed en 'transformation') af andre myter, først hos samme gruppe og dernæst hos andre grupper, der kan være geografisk nærmere eller fjernere fra udgangspunktet. Lévi-Strauss' stort anlagte undersøgelse af indfødte amerikanske myter munder ud i, at alle stammesamfunds myter fra begge de amerikanske kontinenter er gensidige transformationer, og at der derfor i en vis forstand kun er én myte. Lévi-Strauss' strukturelle myteanalyse er altså en form for komparativisme.

## Fugleredeplyndrermyten
Udgangspunktet i Lévi-Strauss’ analyse af indfødte amerikanske myter (hans 'referensmyte' eller 'nøglemyte') er en fortælling om en dreng eller ung mand, der engang i urtiden af en mandlig rival, som han er beslægtet med, bliver efterladt på en klippe eller i et træ, hvorfra han ikke kan komme ned ved egen kraft. Helten bliver hjulpet ned af et eller flere venlige dyr, og han erhverver vigtige dele af den menneskelige kultur, som derefter kan indføres. I sydamerikanske versioner kan han være den kulturhero, som bringer ilden fra dens oprindelige besidder, jaguaren. Under mytens fortælleforløb ligger formentlig et initiationsritual, hvor en person i overgangen fra barn til voksen isoleres i vildnisset, gennemgår lidelser og prøvelser og vender tilbage til menneskenes verden med ny status og indsigt. Fugleredeplyndrermyten forekommer i meget beslægtede udgaver hhv. i det centrale Brasilien og i det nordvestlige Nordamerika, men mærkeligt nok ikke i ren form i det store mellemliggende område. Der kan være tale om en meget gammel myte, der er blevet spredt ud over de amerikanske kontinenter igennem de migrationer, der befolkede Amerika under sidste istid, og den hører formentlig til et meget gammelt lag af en særlig amerikansk mytologi. Alle andre myter i Lévi-Strauss’ korpus af myter betragter han som i forskellig grad beslægtede med fugleredeplyndrermyten, og han har komponeret sit værk om den amerikanske mytologi sådan, at det i dets helhed er en kommentar til denne myte. 

## Mad som mytisk tema (den 'alimentære kode')
Berømt blandt Lévi-Strauss' mange analyser af enkeltforhold er ikke mindst påvisningen af, hvordan mennesker ofte tænker ved hjælp af mad-kategorier, og hvordan mennesker i forskellige kulturer tænker forskelligt med de samme mad-kategorier. I visse sydamerikanske stammer udtrykkes (og tænkes) således forholdet mellem naturens verden (dyrene, planterne) og menneskenes verden ('kulturen') som forskellen mellem råt kød og tilberedt kød. Det særlige ved mennesker er efter denne tankegang, at de som det eneste væsen ikke kan spise deres vigtigste føde, som den er, men må lade den undergå en forandring ved at opvarme den. Derfor kan de i deres myter fortælle, at den afgørende begivenhed i urtiden, som gjorde den menneskelige livsform mulig, var, at ilden kom i menneskenes besiddelse. Derfor kan et samfund også rituelt udspille sin egen undergang og efterfølgende fornyelse ved at lade lejrbålene gå ud og efter en periode skaffe sig ny ild, fx fra sollys. I visse nordamerikanske myter, der i deres grundfortælling ellers er beslægtet med sydamerikanske myter om ildens oprindelse, er maden udskiftet med tøjet som det udsnit af virkeligheden, der tænkes med. Det særlige ved 'kulturen' vil derfor i dette tilfælde være, at mennesker bruger tøj, som de kan tage af og på. Lévi-Strauss vil her tale om to forskellige 'koder': madens kode og tøjets kode, hver med særlige 'termer': råt kød over for stegt kød, nøgenhed over for tøj. Han vil også sige, at der er sket en 'transformation' mellem den sydamerikanske mad-kode og den nordamerikanske tøj-kode. Lévi-Strauss' analyser af de mange måder, hvorpå grupper af mennesker skelner mellem spiseligt og ikke-spiseligt, hvilke slags mennesker der må spise hvad, hvor og på hvilke tidspunkter, hvordan forskellige fødevarer bør tilberedes osv., har været særlig inspirerende for antropologiske forskning, der har undersøgt mange forskellige samfunds (og ikke mindst religioners) brug af den alimentære kode. Et eksempel er det jødiske påskemåltid, hvor der skal spises stegt lamme- eller gedekød . I denne tankegang kan ’stegthed’ altså betegne det at være i et fremmed og fjendtligt land, at håbe på at være i Jerusalem næste år, osv. Det kan heller ikke være tilfældigt, at kristendommens centrale rite, nadveren, benytter sig af netop den alimentære kode, idet den udtrykker sit budskab om Kristi død ved hjælp af brød og vin.

## Indflydelse og kritik
Claude Lévi-Strauss er ofte blevet betragtet som den franske strukturalismes centrale figur (jf. bl.a. Roland Barthes; Algirdas Julien Greimas). Han har haft stor indflydelse på antropologi (fx Edmund Leach), religionsvidenskab og kulturvidenskaber generelt, hvor dele af hans tænkning er indgået i de respektive fagtraditioner og har fået mere eller mindre status som normalvidenskab. Ikke mindst i udforskningen af græsk religion (Jean-Pierre Vernant og andre) kan man spore hans indflydelse. Hans strukturalisme er beslægtet med andre tankestrømninger i 1900-tallet, bl.a. den franske mentalitetshistorie og den britiske socialantropologi (Edward Evans-Pritchard, Mary Douglas). Strukturalismen kunne opnå status af modefilosofi i Paris i midten af 1960’erne som et køligere, mere rationelt alternativ til ikke mindst eksistentialismen og marxismen hos Jean-Paul Sartre, som Lévi-Strauss kritiserede for at ignorere eksotiske, ikke-europæiske kulturer og for at overbetone den kulturelle betydning af historiske forandringer. Med Majrevolten 1968 i Paris, blev de mere aktivistisk og marxistisk prægede tanker atter dominerende, og strukturalismen blev anklaget for at være en blot deskriptiv, akademisk og a-politisk tænkemåde. Under indflydelse af bl.a. Jacques Derrida, Michel Foucault, Gilles Deleuze og Guy Debord fokuserede 1980’ernes tænkning på processer, forandringer og magt, snarere end på strukturer og tilstande (en tankestrømning, der i USA blev kaldt poststrukturalisme). Kritikken af strukturalismen, herunder Lévi-Strauss’ udgave, skete dog ofte under anerkendelse af dens resultater. I den bredere franske offentlighed stod Lévi-Strauss i 1980’erne som landets førende tænker.
I nyere dansk forskning har især Hans Jørgen Lundager Jensen i en lang række publikationer dels introduceret og diskuteret dels anvendt Lévi-Strauss' teorier og metoder. Lundager Jensen har blandt andet foretaget tilbundsgående strukturelle læsninger af tekster fra Det Gamle Testamente. Lundager Jensen er givetvis den førende ekspert på Lévi-Strauss i Skandinavien.